# نیکولا مارکونی
نیکولا مارکونی (متولد ۱۲ نوامبر ۱۹۸۷) یک شیرجه زن ایتالیایی است.
او در شهر رم متولد شده و در بازی‌های المپیک ۲۰۰۰، ۲۰۰۴ و ۲۰۰۸ در رشته تخته شیرجه ۳ متری شرکت کرده‌است. هر چند که در هیچ‌کدام از این رقابت‌ها بین ۳ نفر اول نبوده‌است.
برادر او توماسو مارکونی و خواهرش ماریا مارکونی نیز از ورزش کاران فعال در رشته شیرجه می‌باشند.